# Санта Роса (Калифорнија)
Санта Роса (енгл. Santa Rosa) град је у америчкој савезној држави Калифорнија и седиште округа Сонома. По попису становништва из 2010. у њему је живело 167.815 становника. Статистичка област Санта Роса има 486.630 становника, што га чини 12. по величини у Калифорнији и 105. по величини у Сједињеним Државама.

## Географија
Санта Роса налази се на 38° 26' 55" северне географске ширине и 122° 42' 17" источне гоеграфске дужине. Према попису бироа САД, град има укупну површину од 104,6 km², од чега је 103,9 km² је земљиште, и 0,25 ha је вода. Санта Роса се налази на надморској висини од 164 ft (50 m). Град је део региона Северна обала, који укључује и градове као што су Сонома, Хеалдсбург и Себастопол. Лежи дуж пута 101, око 90 км, северно од Сан Франциска преко Голден Гејт моста.

### Сеизмичност
Два земљотреса магнитуде од 5,6 и 5,7 потресли су Санта Росу, 1. октобра 1969, било је оштећено око 100 објеката. То је био најјачи земљотрес у граду од 1906. епицентар је био око 3 км, северно од Санта Росе.

## Историја
Прво познато стално европско насеље било је имање породице Кариљо. У 1830-им, током периода владавине Мексика, породица Марије Лопез де Кариљо изградила је кућу на ранчу Кабеза де Санта Роса на месту онога што је касније постало центар града Санта Роса.

## Демографија
Према попису становништва из 2010. у граду је живело 167.815 становника, што је 20.220 (13,7%) становника више него 2000. године.
|                   | 2010.            | 2000.            |
| Укупно            | 167 815 (100,0%) | 147 595 (100,0%) |
| Белци             | 100 126 (59,66%) | 104 581 (70,86%) |
| Хиспаноамериканци | 47 970 (28,59%)  | 28 318 (19,19%)  |
| Азијати           | 8 746 (5,212%)   | 5 675 (3,845%)   |
| Остали            | 6 894 (4,108%)   | 5 844 (3,959%)   |
| Афроамериканци    | 4 079 (2,431%)   | 3 177 (2,153%)   |

## Партнерски градови
- Черкаси
- Лос Мочис
- Чеџу